# 徳永春穂
徳永 春穂（とくなが しゅんすい、1914年 - 2005年）は岡山県を代表する日本画家である。得意は人物画であり、師匠は美人画で有名な伊東深水である。
また、岡山県和気郡和気町に本社を置く、生産数日本一を誇るこいのぼりメーカー徳永こいのぼりの創業者。

## 経歴
- 大正3年     岡山県和気郡和気町生まれ
- 昭和6年     喜多村松斎に師事
- 昭和11年  伊東深水塾入門
- 昭和14年  素封家、後藤市右衛門の知遇を得て百余点制作
- 昭和15年  米子市福巌院にて第1回個展
- 昭和17年  岡山県日本画連盟第1回展にて褒状以後連続3回受賞
- 昭和20年  備陽美術協会第1回展受賞、以後4回受賞
- 昭和21年  岡山県展第1回以後14回迄に山陽新聞社賞2回外受賞多数
- 昭和22年  徳永こいのぼりを創業。和紙、手描きの鯉のぼりの製造を始める
- 昭和27年  岡山県和気郡和気町照光山安養寺壁画作成
- 昭和31年  稲葉春生主宰、青岡会会員
- 昭和33年  岡山県画家協会 県下名勝展出展　春雨　出展
- 昭和43年  岡山県和気郡和気町役場にて第2回個展
- 昭和45年  日展会友、戸田英二に師事現在に至る
- 昭和51年  東京都美術館現美展、新人賞　以後7回受賞
- 昭和53年  京都市美術館、日本芸術協会連合会、奨励賞
- 昭和54年  国清寺、達源和尚大禅師肖像模写

岡山県展、大賞受賞 東京都美術館 第19回全国県展選抜展出品
- 昭和57年  日韓合同美術展に出品

岡山市金剛荘にて第3回個展
- 昭和58年  春光会　主宰
- 昭和59年  顕蜜寺襖絵22枚作成
- 昭和62年  朝日カルチャーセンター岡山　講師

金剛荘にて第4回個展
岡山県展　審査員
- 平成元年  OHK岡山 ・香川愛の美術展審査員

岡山県教職員展　審査員
- 平成2年  岡山県展審査会員

## 代表作品
- 春雨
- 慶祝の鯉吉兆
- 画集 徳永春穂